# Sporting Challenger
El Sporting Challenger es un torneo profesional de tenis disputado en pistas de polvo de ladrillo.Pertenece al ATP Challenger Series. Se juega desde el año 2002 sobre tierra batida , en Turín, Italia.

## Palmarés

### Individuales
| Año  | Campeón        | Finalista          | Resultado     |
| ---- | -------------- | ------------------ | ------------- |
| 2011 | Carlos Berlocq | Albert Ramos       | 6–4, 6–3      |
| 2010 | Simone Bolelli | Potito Starace     | 7–6(7), 6–2   |
| 2009 | Potito Starace | Máximo González    | 7–6(4), 6–3   |
| 2008 | Fabio Fognini  | Diego Junqueira    | 6–3, 6–1      |
| 2007 | Carlos Berlocq | Boris Pašanski     | 6–4, 6–2      |
| 2006 | Flavio Cipolla | Marcel Granollers  | 6–3, 6–3      |
| 2005 | Carlos Berlocq | Alessio di Mauro   | 7–5, 6–1      |
| 2004 | Álex Calatrava | Hermes Gamonal     | 5–7, 6–3, 6–2 |
| 2003 | Óscar Serrano  | Joan Albert Viloca | 6–2, 6–2      |
| 2002 | Martin Verkerk | Vadim Kutsenko     | 4–6, 6–4, 6–3 |

### Dobles
| Año  | Campeones                                     | Finalistas                       | Resultado           |
| ---- | --------------------------------------------- | -------------------------------- | ------------------- |
| 2011 | Martin Fischer Philipp Oswald                 | Uladzimir Ignatik Martin Kližan  | 6–3, 6–4            |
| 2010 | Carlos Berlocq Frederico Gil                  | Daniele Bracciali Potito Starace | 6–3, 7–6(5)         |
| 2009 | Daniele Bracciali Potito Starace              | Santiago Giraldo Pere Riba       | 6–3, 6–4            |
| 2008 | Carlos Berlocq Frederico Gil                  | Tomáš Cibulec Jaroslav Levinský  | 6–4, 6–3            |
| 2007 | Pablo Cuevas Horacio Zeballos                 | Pablo Andújar Flávio Saretta     | 6–3, 6–1            |
| 2006 | Marcel Granollers Marc López                  | Leonardo Azzaro Flavio Cipolla   | 6–4, 6–3            |
| 2005 | Franco Ferreiro Sergio Roitman                | Francesco Aldi Alessio di Mauro  | 6–7(7), 7–5, 7–6(2) |
| 2004 | Leonardo Azzaro Giorgio Galimberti            | Hermes Gamonal Adrián García     | 6–1, 6–3            |
| 2003 | Emilio Benfele Álvarez Gabriel Trujillo-Soler | Jack Brasington Dmitry Tursunov  | 6–4, 6–2            |
| 2002 | Victor Hănescu Óscar Hernández                | Denis Golovanov Vadim Kutsenko   | 6–4, 6–3            |